# Arctoconopa pahasapa
Arctoconopa pahasapa là một loài ruồi trong họ Limoniidae. Chúng phân bố ở miền Tân bắc.